# Chełm (powiat olkuski)
Chełm – wieś w Polsce położona w województwie małopolskim, w powiecie olkuskim, w gminie Wolbrom.
W dniu 22 września 2016 r. na podstawie uchwały Rady Miejskiej w Wolbromiu dotychczasowe kolonie zostały zastąpione ulicami:
- ul. Wolbromska
- ul. Grabie
- ul. Szlachecka
- ul. Cicha
- ul. Świętojańska
- ul. Wesoła
- ul. Szwajcary
- ul. Podgórska
- ul. Urocza
- ul. Suska

Uchwałą Rady Miejskiej w Wolbromiu przyporządkowano także budynki mieszkalne zlokalizowane w sąsiedztwie ulicy Granicznej w Gołaczewach, do ulicy Granicznej w Chełmie.
| SIMC    | Nazwa         | Rodzaj    |
| ------- | ------------- | --------- |
| 0223740 | Działki       | część wsi |
| 0223757 | Grabie        | część wsi |
| 0223763 | Kamienna Góra | część wsi |
| 0223770 | Szwajcary     | część wsi |
| 0223786 | Zapilniki     | część wsi |

Od XIV w. do 1789 wieś wchodziła w skład biskupiego klucza jangrockiego. Wieś biskupstwa krakowskiego w powiecie proszowickim w województwie krakowskim w końcu XVI wieku.
Wieś ulokowała się wzdłuż drogi powiatowej w kierunku Chrząstowic i Poręby Górnej w południowej części gminy. Chełm przecina droga wojewódzka nr 794 Wolbrom – Kraków. Przez wieś przebiega samochodowy Szlak Architektury Drewnianej województwa małopolskiego.
W latach 1975–1998 miejscowość należała administracyjnie do województwa katowickiego.
Do roku 2025 w Chełmie istniała szkoła podstawowa, która na mocy uchwały Rady Miejskiej została zlikwidowana. Działa też Ochotnicza Straż Pożarna.